# Tshuomavaarri
Tshuomavaarri är ett berg i Finland.   Det ligger i den ekonomiska regionen  Fjäll-Lappland  och landskapet Lappland, i den norra delen av landet, 1 000 km norr om huvudstaden Helsingfors. Toppen på Tshuomavaarri är 452 meter över havet.
Terrängen runt Tshuomavaarri är platt.  Trakten runt Tshuomavaarri är nära nog obefolkad, med mindre än två invånare per kvadratkilometer. Det finns inga samhällen i närheten. Omgivningarna runt Tshuomavaarri är i huvudsak ett öppet busklandskap.